# Generalíssimo da União Soviética

Insígnia proposta para Generalíssimo da União Soviética

Generalíssimo da União Soviética (Russo: Генералиссимус Советского Союза; Generalissimus Sovétskogo Soyuza) foi uma patente militar proposta, criada em 27 de junho de 1945, seguindo a tradição do Exército Imperial Russo. Era para ter sido concedida a Josef Stalin após a II Guerra Mundial; entretanto, Stalin recusou-se a aprovar de forma oficial a patente. Se fosse aprovada, teria sido a mais alta patente militar da União Soviética, acima da patente de Marechal.

## História
Esta patente militar foi criada especificamente para Josef Stalin. Todavia, segundo o historiador Robert Service, biógrafo de Stalin, este arrependeu-se de ter se permitido título militar tão ostentatório e pediu a Winston Churchill que continuasse a tratá-lo como marechal. Stalin também rejeitou qualquer forma de distinção entre sua patente e a dos demais marechais soviéticos, continuando a usar a insígnia e a farda dos militares com essa patente.
O assunto da patente de Generalíssimo da União Soviética foi levantado novamente após a guerra, quando um esboço de um projeto referente às patentes militares foi apresentado a Stalin. Ao general Andrey Khrulyov, diretor do Departamento-Geral de Logística, coube a tarefa de desenhar a farda do Generalíssimo Soviético para que Stalin a usasse no dia da Parada da Vitória em 9 de maio de 1947. O uniforme foi finalizado e apresentado a Stalin uma semana antes da parada.
Contudo, após examiná-lo, Stalin novamente expressou sua insatisfação, pegou o decreto que criaria a patente de Generalíssimo e declarou: "Eu jamais assinarei este decreto. O Exército Vermelho Soviético possui somente Marechal como sua mais alta patente". Dessa forma, o assunto nunca mais foi trazido à discussão.